# 키토제닉 다이어트

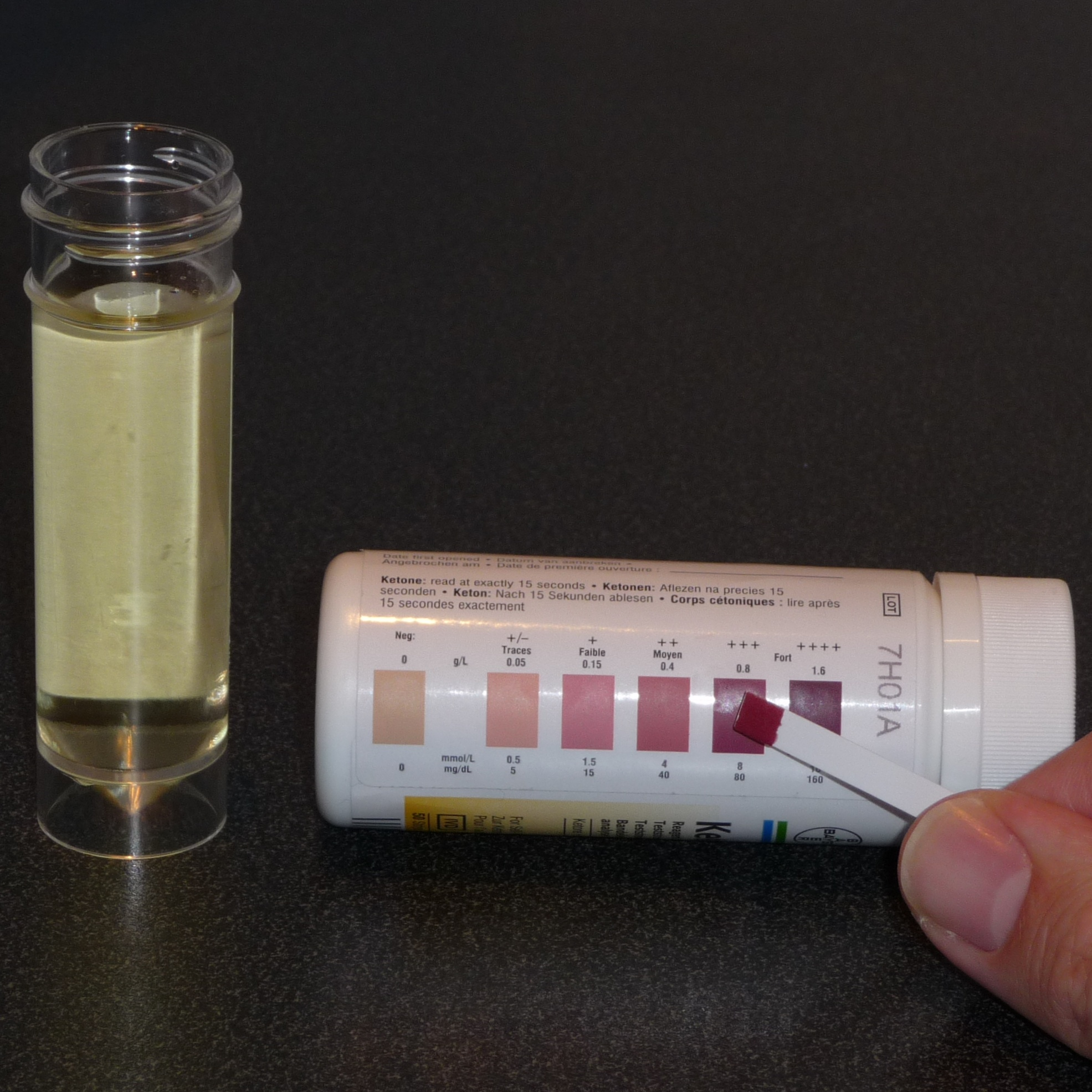

키토제닉 다이어트(Ketogenic diet), 케톤체생성성식사, 케톤 생성 식이요법, 케톤형성음식은 고지방, 적절한 단백질, 저탄수화물 식이요법으로, 기존 의학에서 주로 어린이의 조절하기 어려운(불응성) 뇌전증을 치료하는 데 사용된다. 이 다이어트는 신체가 탄수화물보다 지방을 태우도록 강요한다.
일반적으로 음식에 포함된 탄수화물은 포도당으로 전환되어 몸 전체로 운반되며 뇌 기능을 촉진하는 데 중요하다. 그러나 식단에 탄수화물이 조금만 남아 있으면 간은 지방을 지방산과 케톤체로 전환하고 케톤체는 뇌로 전달되어 포도당을 에너지원으로 대체한다. 혈액 내 케톤체 수치가 높아지면(케토시스라고 불리는 상태) 결국 간질 발작의 빈도가 낮아진다. 이 식이 요법을 시도한 간질이 있는 어린이와 청소년 중 약 절반이 발작 횟수가 최소한 절반으로 감소했으며, 식이 요법을 중단한 후에도 효과가 지속된다. 일부 증거에 따르면 간질이 있는 성인은 식이요법이 도움이 될 수 있으며 수정된 앳킨스 다이어트와 같이 덜 엄격한 요법도 유사하게 효과적이라는 것을 보여준다. 부작용으로는 변비, 고콜레스테롤혈증, 성장 둔화, 산성혈증, 신장결석 등이 있을 수 있다.